# Soprano (rapper)
Soprano, pseudonimo di Saïd M'Roubaba (Marsiglia, 14 gennaio 1979), è un rapper francese.

## Biografia
Originario delle Comore, nel 1995 debutta nel mondo della musica con il gruppo rap KDB (« Kids Dog Black ») che poi cambia nome in Psy 4 de la Rime.
Nel 2007 esce il suo primo album solista, Puisqu'il faut vivre, che vende più di 200000 copie, diventando disco di platino in Francia.
Nel 2008 ha interpretato il brano musicale Victory per il videogioco FIFA 09.
Il 4 ottobre 2010 la label Hostile Records pubblica il suo secondo album, La Colombe, anch'esso di grande successo. Da questo album sono stati estratti tre singoli: Crazy, Darwa, Hiro, interpretato con la cantante Indila, e Châteaux de sable, cantato con Awa Imani.
Nel 2011 esce il terzo album di Soprano, Le Corbeau, e il doppio album La Colombe et le Corbeau, che riunisce il suo secondo e il suo terzo album. Dopé, Regarde-moi et Sale Sud Anthem sono i singoli estratti.
Nel 2011 appare con il rapper statunitense Redman nel remix del brano di Fabri Fibra Tranne te.

## Discografia

### Da solista

#### Album
- 2007 – Puisqu'il faut vivre
- 2010 – La Colombe
- 2011 – Le Corbeau
- 2014 – Cosmopolitanie
- 2016 – L'Everest
- 2018 – Phœnix
- 2021 – Chasseur d'étoiles
- 2024 – Freedom

#### Album Live
- 2008 – Live au Dôme de Marseille
- 2015 – Cosmopolitanie Cosmo Tour Edition
- 2017 – Live à L'Orange Vélodrome Marseille
- 2023 – Un peu plus près du Stade de France

#### Mixtape
- 2006 – Psychanalyse avant l'album
- 2010 – De Puisqu'il faut vivre à La Colombe

#### EP
- 2012 – E.P Live 2012
- 2024 – C24+
- 2025 – Renaissance

#### Singoli
- 2006 – Moi j'ai pas, sulla compilation Hostile 2006
- 2007 – Halla Halla
- 2007 – À la Bien
- 2007 – Ferme les yeux et imagine toi
- 2008 – Inaya, dall'album Les Cités d'or degli Psy 4 de la rime
- 2008 – Victory, brano per il videogioco FIFA 09
- 2009 – Au sommet
- 2010 – Crazy
- 2010 – Darwa
- 2010 – Hiro featuring Indila
- 2010 – Chateaux de Sable
- 2011 – Dopé
- 2011 – Regarde moi
- 2011 – My Life featuring DJ Abdel
- 2016 – Mon Precieux

### Con gli Street Skillz
- 2001 – Block Life Vol.1
- 2002 – Block Life Vol.2
- 2002 – Block Life Vol.3
- 2004 – We Copy the remix
- 2004 – Bloc de Style (le meilleur de Soprano et le Rat Luciano)
- 2004 – Mains pleines de ciment
- 2005 – Mains pleines de ciment 2
- 2005 – Stallag 13
- 2006 – Block Life Vol.4
- 2010 – Mixtape street skillz vol.1

### Con i Psy 4 de la Rime
- 2002 – Block Party
- 2005 – Enfants de la Lune
- 2008 – Les Cités d'or
- 2013 – 4ème dimension